# Korwety typu Castle
Korwety typu Castle – typ czterdziestu czterech brytyjskich korwet z okresu II wojny światowej, zbudowanych w latach 1943-1945 dla Royal Navy. Dwanaście okrętów przed ukończeniem budowy zostało przekazanych Royal Canadian Navy, a jeden Norweskiej Królewskiej Marynarce Wojennej.
Okręty typu Castle opracowano korzystając z doświadczeń z początkowej fazy wojny, jako większą i ulepszoną wersję korwet typu Flower. Podstawowym zadaniem korwet Castle było eskortowanie konwojów na Oceanie Atlantyckim, a w szczególności ochrona przed atakami niemieckich U-Bootów.
Trzy okręty zostały utracone w wyniku działań wojennych – HMS "Hurst Castle" (storpedowany przez U-482), HMS "Denbigh Castle" (storpedowany przez U-992, uznany za bezpowrotnie stracony) oraz KNM "Tunsberg Castle" (na minach). Pozostałe okręty wycofano ze służby w Royal Canadian Navy w latach 1945-1946, a w Royal Navy w latach 1955-1961. Po zakończeniu służby wiele okrętów zostało przekształconych w jednostki pomocnicze oraz cywilne.

## Okręty
Wielka Brytania
- HMS "Allington Castle" (K689)
- HMS "Alnwick Castle" (K405) - współudział w zatopieniu U-425
- HMS "Amberley Castle" (K386)
- HMS "Bamborough Castle" (K412) - zatopiła U-387
- HMS "Barnard Castle" (K694; ukończony jako okręt ratunkowy "Empire Shelter")
- HMS "Berkeley Castle" (K387)
- HMS "Caistor Castle" (K690)
- HMS "Carisbrooke Castle" (K379)
- HMS "Denbigh Castle" (K696)
- HMS "Dumbarton Castle" (K388)
- HMS "Farnham Castle" (K413)
- HMS "Flint Castle" (K383)
- HMS "Guildford Castle" (K378)
- HMS "Hadleigh Castle" (K355)
- HMS "Hedingham Castle" (K491)
- HMS "Hedingham Castle" (K529; oryginalnie budowany jako "Gorey Castle"; przemianowany w miejsce okrętu przekazanego Kanadzie)
- HMS "Hever Castle" (K521)
- HMS "Hurst Castle" (K416)
- HMS „Kenilworth Castle” (K420)(inne języki) - współudział w zatopieniu U-744(inne języki) i U-1200
- HMS "Knaresborough Castle" (K389)
- HMS "Lancaster Castle" (K691)
- HMS "Launceston Castle" (K397) - współudział w zatopieniu U-1200
- HMS "Leeds Castle" (K384)
- HMS "Maiden Castle" (K443; ukończony jako okręt ratunkowy "Empire Lifeguard")
- HMS "Morpeth Castle" (K693)
- HMS "Nunnery Castle" (K446)
- HMS "Oakham Castle" (K530)
- HMS "Oxford Castle" (K692)
- HMS "Pevensey Castle" (K449) - współudział w zatopieniu U-1200
- HMS "Pembroke Castle" (K450)
- HMS "Portchester Castle" (K362)  - współudział w zatopieniu U-484 i U-1200
- HMS "Rayleigh Castle" (K695; ukończony jako okręt ratunkowy "Empire Rest")
- HMS "Rising Castle" (K398)
- HMS "Rushen Castle" (K372)
- HMS "Sandgate Castle" (K373)
- HMS "Scarborough Castle" (K536; ukończony jako okręt ratunkowy "Empire Peacemaker")
- HMS "Sherborne Castle" (K453)
- HMS "Shrewsbury Castle" (K374)
- HMS "Tamworth Castle" (K393)
- HMS "Tintagel Castle" (K399) - współudział w zatopieniu U-878
- HMS "Norham Castle" (K447; oryginalnie budowany jako "Totnes Castle")
- HMS "Walmer Castle" (K460)
- HMS "Wolvesey Castle" (K461)
- HMS "York Castle" (K537; ukończony jako okręt ratunkowy "Empire Comfort")

 Kanada
- HMCS "Arnprior" (K494; ex-HMS "Rising Castle")
- HMCS "Bowmanville" (K493; ex-HMS "Nunnery Castle")
- HMCS "Copper Cliff" (K495; ex-HMS "Hever Castle")
- HMCS "Hespeler" (K489; ex-HMS "Guildford Castle")
- HMCS "Humberstone" (K497; ex-HMS "Norham Castle")
- HMCS "Huntsville" (K499; ex-HMS "Wolvesey Castle")
- HMCS "Kincardine" (K490; ex-HMS "Tamworth Castle")
- HMCS "Leaside" (K492; ex-HMS "Walmer Castle")
- HMCS "Orangeville" (K491; ex-HMS "Hedingham Castle")
- HMCS "Petrolia" (K498; ex-HMS "Sherborne Castle")
- HMCS "St Thomas" (K488; ex-HMS "Sandgate Castle") - zatopiła U-877
- HMCS "Tillsonburg" (K496; ex-HMS "Pembroke Castle")

 Norwegia
- KNM "Tunsberg Castle" (K374; ex-HMS "Shrewsbury Castle")